# La Esperanza (Michoacán)
La Esperanza es una localidad del estado mexicano de Michoacán. Es parte del municipio de Chavinda.

## Demografía
| Gráfica de evolución demográfica |
|                                  |

| Censo | Población |
| ----- | --------- |
| 1921  | 485       |
| 1930  | 175       |
| 1940  | 617       |
| 1950  | 809       |
| 1960  | 853       |
| 1970  | 1 026     |
| 1980  | 1 203     |
| 1990  | 1 372     |
| 2000  | 1 301     |
| 2010  | 1 225     |
| 2020  | 1 392     |